# Дендрарий (Пуща-Зелёнка)
Дендрарий в Пуще-Зелёнке (пол. Arboretum w Zielonce) — дендрарий, находящийся на востоке от города Познань в ландшафтном парке «Пуща-Зелёнка» на территории села Зелёнка, Познанский повят, Польша.

## История
Дендрарий в Пуще-Зелёнке был основан в 1978 году по инициативе декана лесного факультета Познанской аграрной академии профессора Яна Мейкснера. Дендрарий был основан на территории Лесной опытной станции гмины Мурована-Гослина.

## Описание
В настоящее время дендрарий состоит из двух частей: дендрологического-ландшафтного парка и древоставного дендрария. Площадь дендрария составляет 83 гектара. В дендрарии собрано около 800 видов деревьев и кустарников.
На территории дендрария проводятся научные исследования кафедр лесного, садового хозяйств, мелиорации и экологических технологий Познанского университета естественных наук. В дендрарии находится учебный центр под названием «Ośrodek Naukowo — Dydaktyczny w Zielonce», в котором проходят полевые учения студентов лесного и садового хозяйства.
Территория дендрария разделена на аллеи, которые названы именами известных познанских учёных.
В дендарарии находится памятный знак в память об Яне Мейкснере.